# Stazione di Farnborough North
La stazione di Farnborough North (in inglese Farnborough North railway station) è una stazione ferroviaria nella città di Farnborough, nell'Hampshire, in Inghilterra, Regno Unito.
È gestita dalla Great Western Railway, che opera sulla North Downs Line da Reading a Guildford, Redhill e all'aeroporto di Gatwick.
È una delle due stazioni che servono la cittadina di Farnborough; l'altra, Farnborough railway station, è situata sulla South Western Main Line ed è considerevolmente più trafficata.